# Handlebars
«Handlebars» — песня южнокорейской рэперши и певицы Дженни (участницы южнокорейской гёрл-группы Blackpink) при участии Дуа Липы. Она была выпущена на лейблах Odd Atelier и Columbia Records 11 марта 2025 года в качестве пятого сингла из её дебютного студийного альбома Дженни Ruby. Он также был выпущен на итальянских радиостанциях компанией Sony Music Italy 14 марта. Музыкальный клип на сингл был снят режиссером BRTHR, премьера состоялась 10 марта.

## Предыстория и релиз
После ухода из YG Entertainment для начала сольной деятельности Дженни основала собственный лейбл Odd Atelier в ноябре 2023 года.
В сентябре 2024 года она подписала контракт с Columbia Records в сотрудничестве с Odd Atelier. Дженни выпустила «Mantra» в октябре 2024 года и «Love Hangover» в январе 2025 года через Odd Atelier и Columbia Records в качестве первых двух синглов своего дебютного студийного альбома Ruby. Анонс сопровождался тизерным видео, раскрывающим список артистов, участвующих в записи, в который вошла Дуа Липа. Ранее Дженни сотрудничала с Липой в составе группы Blackpink над песней «Kiss and Make Up» 2018 года.
18 февраля Дженни обнародовала треклист альбома, в котором подтвердила, что название дуэта — «Handlebars». 27 февраля было выпущено видео сэмплер альбома с фрагментами «Handlebars» и других неизданных песен с Ruby. За день до выхода альбома Дженни и Липа проанонсировали песню, опубликовав в Instagram совместные фотографии, на которых Дуа Липа позирует в платье из кристаллической сетки. Ruby был выпущен для цифрового скачивания и потокового вещания вместе с синглом «Like Jennie» 7 марта, а песня «Handlebars» была включена в альбом в качестве четвертого трека. Последняя песня была отправлена на современное хит-радио США 11 марта, а также на итальянское радио 14 марта, став пятым синглом альбома.
Песня «Handlebars» была написана Дуа Липой, Delacey, Эми Аллен, Джеймсом Аланом Галебом и Робом Биселом. Ее описывают как «среднетемповый», «спокойный R&B-трек» с «вязким, ударным инструменталом», напоминающим о неконтролируемом биении влюбленного сердца.

## Композиция и текст песни
Песня «Handlebars» была написана Дуа Липой, Делейси, Эми Аллен, Джеймсом Аланом Галебом и Робом Биселом. Ее описывают как «среднетемповый», «охлажденный R&B трек» с «изящной, барабанной инструментальной частью», вызывающим в памяти неконтролируемое биение влюбленного сердца. Песня и ее название сравнивают влюбленность с крушением мотоцикла, а Дженни поет в припеве: «Я всегда влетаю, влетаю, влетаю, / Через руль / Ударяюсь о землю так сильно, / Если я одна, падаю, падаю, падаю». В первом куплете она описывает основную идею песни, касающуюся ее разочарования в любви, несмотря на то, что она причиняла ей боль ранее: «Милосердие / Почему любовь никогда не бывает доброй ко мне? / Я слышала, что дураки бросаются в нее, и, да, это я / Она обжигает меня снова и снова / Так почему же я все еще держусь за эту сковородку». В припеве дуэт поет: «Я спотыкаюсь и влюбляюсь / Прямо как пьяный во вторник», сравнивая свое стремление к любви с пьянством в будний день. Сравнения с алкоголем продолжаются на протяжении всей песни: Липа просит «еще один раунд, еще один напиток», прежде чем она «слишком сильно опьянеет от твоей любви» в своем куплете.

## Видеоклип
Клип на песню «Handlebars» был снят режиссёром BRTHR и выпущен вместе с синглом 10 марта. В клипе оба артиста изображены в технокрасочном психоделическом мире фантазий. В начале клипа Дженни лежит на круглой кровати, окружённой телевизионными экранами. Одетая в блестящую рубашку поверх металлического мини-платья, она идёт по дождливому неоновому переулку и щелчком пальцев замораживает дождь на месте. Большую часть видео она лежит на наэлектризованной паутине в форме сердца, символизируя свою привязанность к любви и желанию. Светящаяся Дуа переносится из другого измерения и присоединяется к Дженни, лежащей бок о бок в паутине, которая расположена в футуристическом пейзаже, наполненном кучей глючных мониторов и разноцветных мигающих огней. Ближе к концу женщины выпускают из глаз потоки блестящей воды, которые врезаются друг в друга и образуют плавающее огненное диско-шарное сердце.

## Чарты
| Чарт (2025)                            | Высшая позиция |
| -------------------------------------- | -------------- |
| Австралия (ARIA)                       | 63             |
| Канада (Billboard Canadian Hot 100)    | 47             |
| Мир (Billboard Global 200)             | 21             |
| Гонконг (Billboard Hong Kong Songs)    | 6              |
| Ирландия (IRMA)                        | 67             |
| Япония (Billboard Japan)               | 16             |
| Малайзия (IFPI)                        | 7              |
| Новая Зеландия (RMNZ)                  | 3              |
| Сингапур (RIAS)                        | 5              |
| Республика Корея (Circle)              | 177            |
| Швеция (Heatseeker, Sverigetopplistan) | 2              |
| Китайская Республика (Billboard)       | 4              |
| Таиланд (IFPI)                         | 8              |
| Великобритания (UK Singles Chart)      | 41             |
| США (Billboard Hot 100)                | 80             |